# Comté de Pierce (Wisconsin)
Pour les articles homonymes, voir Pierce et Comté de Pierce.
Le comté de Pierce est un comté situé dans l'État du Wisconsin aux États-Unis. Son siège est Ellsworth. Selon le recensement de 2000, sa population était de 36 804 habitants.